# Тамаши
Тамаши (мађ. Tamási) град је у средишњој Мађарској. Тамаши је град у оквиру жупаније Толна.
Град има 8.537 становника према подацима из 2010. године.

## Географија
Град Тамаши се налази у средишњем делу Мађарске. Од престонице Будимпеште град је удаљен око 145 километара јужно. Од најближег већег града Печуја град је удаљен свега 80 километара северно. Град се налази у средињшем делу Панонске низије, у северној подгорини острвске планине Мечек. Надморска висина места је око 130 m.

## Партнерски градови
- Вурцен
- Штолберг
- Suchy Las
- Исернхаген

## Галерија
- Главна градска улица
- Рекреативни центар
- Нова радна зона
- Тамашко језеро